# Helm (Berg)
Der Helm (italienisch Monte Elmo) ist ein rundkuppiger 2433 m ü. A. hoher Berg im Hauptkamm der Karnischen Alpen in der Nähe von Sexten (Südtirol), südlich oberhalb des mittleren Pustertals.

## Geschichte

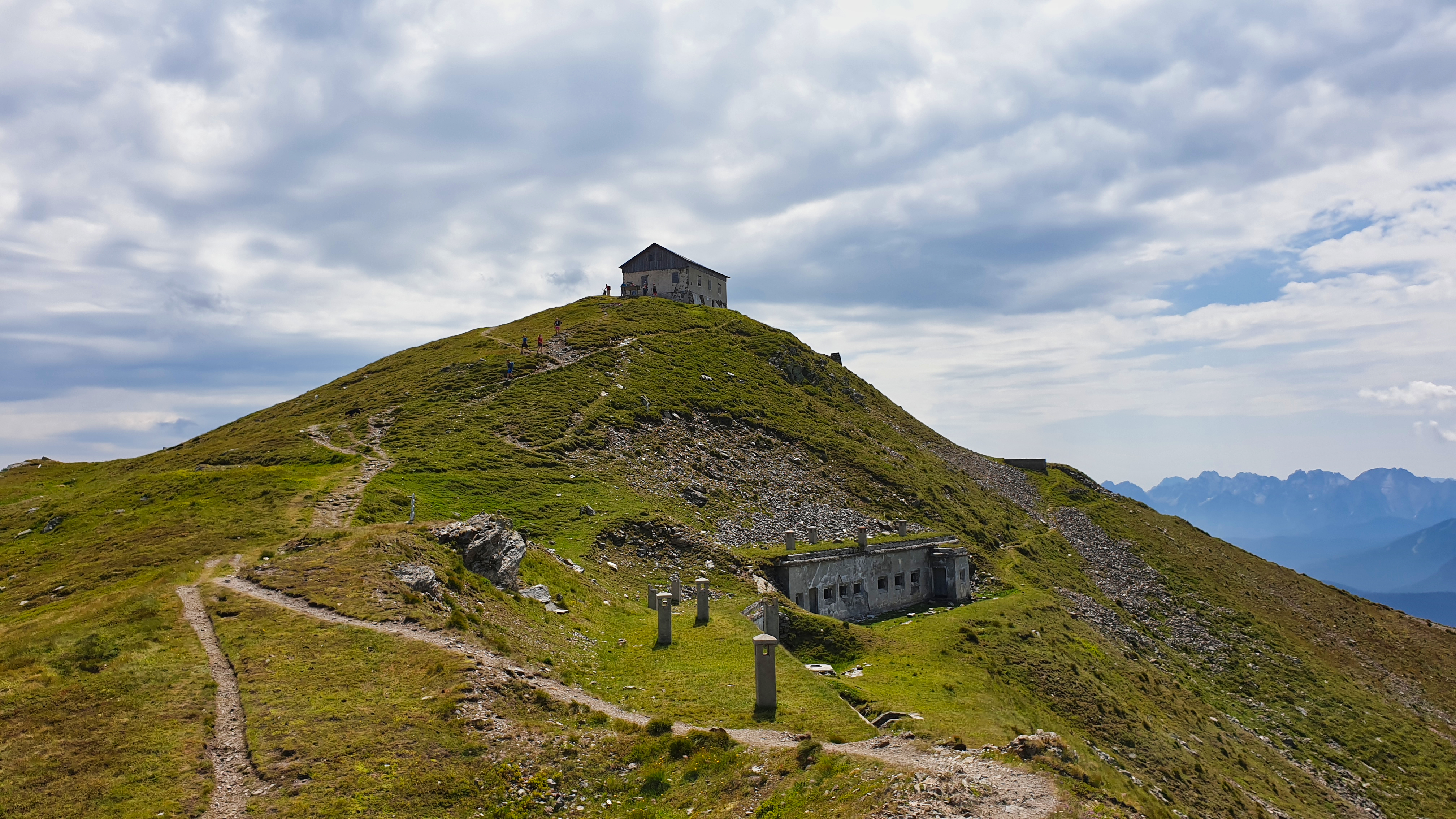
Helmhaus

Der Helm liegt auf der Staatsgrenze zwischen Österreich (Osttirol) und Italien (Südtirol). Auf dem Gipfel steht weithin sichtbar die Ruine eines ehemaligen Schutzhauses, der Helmhütte. In der Umgebung sind noch heute die Reste zahlreicher Militärbauten aus dem Gebirgskrieg 1915–1918 vorhanden.

## Geologie
Der Helm ist der westlichste Gipfel der Karnischen Alpen und gehört geologisch der südlichen Grauwackenzone der Variszischen Orogenese (Gebirgsbildung) an. Die runde kuppenartige Form des Gipfels ist bedingt durch die leicht erodierbaren porphyrhaltigen Schieferschichten, die aus dem Erdzeitalter Paläozoikum (Silur) stammen. Diese äußere Form des Helms entstand im Prinzip durch die Eisbedeckung im Miozän und zieht sich nach Osten in Richtung des Karnischen Hauptkamms bis zum Eisenreich weiter. Dadurch bekommt die Gegend eine Art Mittelgebirgscharakter, der für die südlichen Kalkalpen ungewöhnlich ist.

## Tourismus
Heute ist der leicht zu besteigende Berg als Aussichtspunkt für die Sextner Dolomiten ein beliebtes Ausflugsziel und sowohl von Sexten als auch von Obervierschach aus mit Seilbahnen zu erreichen. Außerdem wird seine Westflanke als Skigebiet mit zahlreichen Liften und leichten bis mittelschweren Abfahrten genutzt. Er ist westlicher Ausgangspunkt für den Karnischen Höhenweg (Weg Nr.: 03), der Richtung Osten über 100 Kilometer in mehreren Varianten bis ins Nassfeld führt.
Der Helm ist auch aufgrund seiner Wanderwege und der Tier- und Pflanzenwelt bekannt.